# Cymodoce convexa
Cymodoce convexa là một loài chân đều trong họ Sphaeromatidae. Loài này được Miers miêu tả khoa học năm 1876.